# Infanrix Hexa
Infanrix Hexa je kombinovaná vakcína vyráběná společností GlaxoSmithKline. Jedná se o takzvanou hexavakcínu, tedy očkování proti šesti chorobám zároveň, konkrétně proti záškrtu, tetanu, černému kašli, dětské obrně,  hepatitidě B a bakterii Haemophilus influenzae b. V Evropské unii byla registrována v roce 2000. V České republice patří mezi povinné vakcíny.

## Složení
Vakcína obsahuje následující složky:
- Difteriový anatoxin –⁠ neaktivní imunogenní část toxinu produkovaného Corynebacterium diphtheriae, původcem záškrtu. Anatoxin je adsorbován na hydroxid hlinitý.
- Tetanový anatoxin –⁠ neaktivní imunogenní část toxinu produkovaného Clostridium tetani, tetanu. Anatoxin je adsorbován na hydroxid hlinitý.
- Antigeny Bordetella pertussis, původce černého kašle –⁠ jak pertusový anatoxin, tak bakteriální antigeny.
- Povrchový antigen viru hepatitidy B –⁠ fragment viru produkovaný rekombinantními kvasinkami Saccharomyces cerevisiae. Antigen je adsorbován na fosforečnan hlinitý.
- Inaktivované viry poliomyelitidy –⁠ kmeny Mahoney, MEF-1 a Saukett, produkované na tkáňové kultuře VERO buněk (buněčné linie pocházející z kočkodanů rodu Chlorocebus).
- Povrchový polysacharid Haemophilus influenzae b –⁠ konjugovaný s tetanovým anatoxinem.

Jako adjuvans je použit hydroxid hlinitý a fosforečnan hlinitý, v jedné dávce je 0,532 mg hliníku.

## Aplikace
Je distribuována v podobě naplněné injekce a aplikována do svalu kojenců nejčastěji ve třech dávkách a jedné dodatečné. Vyhláška č. 537/2006 Sb ministerstva zdravotnictví České republiky po novelizaci vyhláškou č. 229/2010 uvádí první dávku hexavakcíny proti řečeným nemocem nejdříve po ukončení devátého týdne, další dvě s odstupy nejméně po měsíci a čtvrtá nejméně šest měsíců po třetí, ovšem do věku osmnácti měsíců. V České republice je standardní očkování v třetím, čtvrtém a pátém měsíci,  nicméně předseda České vakcinologické společnosti Roman Prymula uvádí, že očkovací plány se v různých státech liší a prodloužení intervalů o měsíc není problém.
V některých státech se navíc uplatňuje očkování dvěma dávkami a jednou dodatečnou: V Skandinávii se ty první dvě dávají v 3. a 5. měsíci, přičemž účinnost je srovnatelná s původním schématem, kdy se dávaly tři dávky v 2., 4. a 6. měsíci. To souvisí s tím, že dávka podávaná v druhém měsíci má s ohledem na nedostatečně rozvinutou imunitu dítěte sníženou účinnost.
V rámci České republiky byla v roce 2012 distribuována balení po deseti dávkách v počtu:
- 34 346 v souhrnné ceně dle původce 309,6 miliónu Kč v první čtvrtletí
- 10 536 v souhrnné ceně dle původce 92,3 miliónu Kč v druhém čtvrtletí
- 10 675 v souhrnné ceně dle původce 93,5 miliónu Kč v třetím čtvrtletí

## Kontraindikace
Výrobcem udávané kontraindikace jsou hypersenzitivita na některou ze složek vakcíny, encefalopatie neznámé etiologie do sedmi dnů po očkování proti černému kašli v anamnéze a vážné akutní horečnaté onemocnění. Slabá infekce není považována za kontraindikaci.

### Asociace očkování s roztroušenou sklerózou
Na možnou asociaci mezi očkování proti hepatitidou B a vznikem roztroušené sklerózy poukázaly některé studie, např. studie M. A. Hernána a kol. z roku 2004. Studie, kterou v roce 2014 publikovali A. Langer-Gould a kolektiv, tvrdí, že se skutečně zvýší četnost krátce po očkování proti hepatitidě B, ale že z dlouhodobého hlediska se četnost onemocnění mezi očkovanými a neočkovanými prakticky neliší. To podle autorů naznačuje, že očkování může poněkud urychlit přechod již existujícího onemocnění od latentní fáze ke klinické manifestaci, ale že očkování onemocnění nezpůsobuje ani nezvyšuje riziko jeho vzniku u zdravého člověka.
Studií byla publikována celá řada, proto bylo provedeno několik metaanalýz a systematických přehledů analyzující a sumarizující všechny dosud publikované studie. Práce F. DeStefana a kol. z roku 2002 uzavírá, že publikované epidemiologické studie prokazují, že vakcinace proti hepatitidě B nezvyšuje riziko vzniku roztroušené sklerózy ani riziko ataky roztroušené sklerózy u nemocných.
V. Martínez-Sernández a A. Figueiras publikovali v roce 2013 metaanalýzu, ve konstatují metodologickou limitaci řady publikovaných studií. Téměř všechny studie splňující inkluzní kritéria jejich metaanalýzy prokazovaly, že mezi očkování a roztroušenou sklerózou není asociace. Dosud publikovaná data podle autorů nepodporují tvrzení o tom, že by očkování proti hepatitidě B představovalo riziko, pro které by bylo nutné revidovat očkovací schéma, ačkoliv by bylo žádoucí zlepšit kvalitu observačních studií, protože doposud publikované studie nepředstavují dostatečně robustní data pro jednoznačný závěr o bezpečnosti očkování proti hepatitidě B u zdravých subjektů i u nemocných s roztroušenou sklerózou.
Asociaci autoimunitních onemocnění centrální nervové soustavy s očkováním proti hepatitidě B ve Francii v letech 1994–2003 analyzovali Y. Mikaeloff a kol. V roce 2009 publikovali práci, ve které došli k závěru, že očkování proti hepatitidě v dětství obecně nezvyšuje riziko zánětlivých demyelinizačních onemocnění centrální nervové soustavy vč. roztroušené sklerózy. Vývoj ve Francii analyzoval i pediatr D. Le Houézec. Ten dospěl k naprosto odlišnému závěru, totiž že mezi očkováním proti hepatitidě B a výskytem roztroušené sklerózy je silná korelace. Tuto práci podrobili ostré kritice epidemiologové A. Spira a kol. tím, že poukázali na zcela zásadní metodologická pochybení při analýze dat, která podle nich vedou k naprostému znehodnocení výsledku.
V roce 2018 publikovali J. Mouchet a kol. metaanalýzu studující asociaci očkování proti hepatitidě B a centrálních demyelinizačních onemocnění. Do analýzy bylo zahrnuto celkem 16.799 případů a 15.908 kontrol ze studií typu case-control a 134.698 osob z retrospektivních kohortových studií. Na těchto datech nebyla prokázána asociace mezi očkováním proti hepatitidě B a rizikem vzniku centrální demyelinizace.
Global Advisory Committee on Vaccine Safety, orgán WHO, zaujala v roce 2002 a 2008 stanovisko, že mezi očkováním proti hepatitidě B a roztroušenou sklerózou není asociace.

### Stažení šarže v roce 2012
V říjnu 2012 byla jedna šarže vakcíny preventivně stažena z trhů, protože bylo zjištěno, že byla připravována v mikrobiologicky kontaminovaném prostředí. Následně byly nezávisle testovány i vakcíny ze stahované šarže a podle testů kontaminovány nebyly.

## Alternativní vakcíny
Alternativní vakcínou k Hexavakcíně je Hexacima od společnosti Sanofi Pasteur, uvedená na trh 1. 3. 2014. 